# Shaun Norris (golfista)
Shaun Patrick Norris (nascido em 14 de maio de 1982) é um jogador sul-africano de golfe profissional. Norris atualmente disputa o Circuito Sunshine, onde já venceu duas vezes, e venceu o primeiro Aberto da África, em 2008, Nashua Masters e Africa OpenHe, ambos em 2011. Após se formar na escola de qualificação, Norris começou a disputar o Circuito Europeu em 2011.

## Vitórias profissionais (4)

### Vitórias no Sunshine Tour (2)
| N.º | Data                    | Torneio          | Pontuação vencedora   | Margem de vitória | Vice-campeão |
| --- | ----------------------- | ---------------- | --------------------- | ----------------- | ------------ |
| 1   | 10 de fevereiro de 2008 | Aberto da África | −13 (68-69-70-68=275) | 6 tacadas         | Nic Henning  |
| 2   | 6 de novembro de 2011   | Nashua Masters   | −9 (68-73-65-65=271)  | 1 tacada          | Tyrone Mordt |

### Vitórias no Circuito Asiático (2)
- Yeangder Tournament Players Championship de 2015
- Leopalace21 Myanmar Open de 2016^

^Cossancionado com o Circuito Japonês de Golfe

### Vitórias no Circuito Japonês de Golfe (1)
- Leopalace21 Myanmar Open de 2016*

*Cossancionado com o Circuito Asiático

## Participações em equipes
Amadora
- Troféu Eisenhower (representando a África do Sul): 2002